# Brabant-sur-Meuse
Brabant-sur-Meuse – miejscowość i gmina we Francji, w regionie Grand Est, w departamencie Moza.
Według danych na rok 1990 gminę zamieszkiwały 74 osoby, a gęstość zaludnienia wynosiła 11 osób/km² (wśród 2335 gmin Lotaryngii Brabant-sur-Meuse plasuje się na 971. miejscu pod względem liczby ludności, natomiast pod względem powierzchni na miejscu 856.).